# 雄町
雄町（おまち）は、イネの栽培品種の1つ。酒造好適米としての2022年の生産量は美山錦に次ぐ4位。

## 概要
主に日本酒醸造に用いられており、全国で栽培されているが、9割は岡山県産である。特に、岡山市、岡山市瀬戸（旧瀬戸町）、赤磐市赤坂町地区産のものが有名である。
雄町は優秀な酒造好適米として各地で交配種として使用され、山田錦や五百万石などの優良品種の親として重宝された。現存する酒造好適米の約2/3の品種は雄町の系統を引き継いでいる。

## 歴史

### 発見
1859年（安政6年）、備前国上道郡高島村雄町（現在の岡山市中区雄町）の岸本甚造が伯耆大山参拝の帰路で珍しい品種の米を発見した。さっそく二穂を譲り受け雄町に持ち帰って栽培し、1866年（慶應2年）にこの新種に「二本草」と名付けた。
その後、雄町に良い酒米があるとのうわさが広まり、分けて欲しいという希望者が殺到した。岡山県南部をはじめ当地一帯で栽培されるようになり、米の名前もいつしか雄町の名をとり「雄町米」と呼ばれるようになった。

### 発展
大粒で心白が大きく軟質で、昭和初期には品評会で上位入賞するには雄町米で醸した吟醸酒でなければ不可能とまで言われた。しかし、丈が1.8mと他品種に比べて高いため台風に弱く、病虫害にも弱かったため、栽培に手間がかかり難しいため次第に生産量が減少。雄町を改良した品種である山田錦に取って代わられた。しかしながら山田錦とは違う香りと味わいを持っている。

### 復活
昭和40年代には栽培面積がわずか6haに落ち込むなど絶滅の危機を迎えたが、岡山県の酒造メーカーを中心にしたグループが栽培を復活させ、雄町を使用した清酒が再び生産されるようになった。これらの清酒が評価を受け、作付面積も増加傾向にある。

## 現状
現在においてもその生まれ故郷である岡山県南部（備前地方）で栽培されており、総称して「備前雄町」と呼ばれる。備前雄町の中でも最高品質とされるのは旧軽部村（赤坂町を経て現在の赤磐市の一部）産のものであり、軽部を含めた旧赤磐郡内で生産された備前雄町を特に「赤磐雄町」と呼んでいる。とりわけ赤磐雄町は地元酒造メーカーとの契約栽培が多く、他県の酒造メーカーにはなかなか供給されないのが現状である。
また、瀬戸内海を隔てた香川県でも栽培され、こちらは「讃州雄町」、隣の広島県で栽培されるものは「広島雄町」と呼ばれることもあるが、生産量が少ないため単に「雄町」と呼ばれることが多い。

## 評価
雄町米を使用した醸造酒は、日本国内の品評会のみならず国際博覧会においても高く評価されている。赤磐市内の複数の酒造メーカーが出品した吟醸酒は、第41回モンドセレクション（2002年）の最高金賞、金賞を受賞している。